# Aequitas

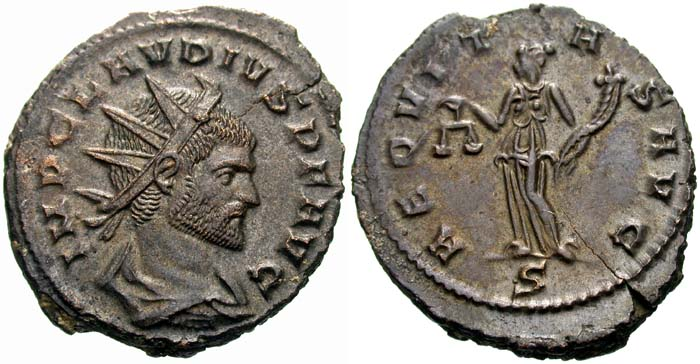
Aequitas op de keerzijde van deze antoninianus geslagen onder keizer Claudius II. De godin houdt haar attributen, de weegschaal en de cornucopia vast.

Aequitas, ook bekend als Aecetia, was een personificatie van het begrip billijkheid, die zich volgens de volksovertuiging van de Romeinen bij de rechtspraak naast het strenge recht moest doen gelden. In de latere tijd van de Romeinse godsdienst, toen vele personificatiën van abstracte begrippen in de godenwereld werden opgenomen, werd ook Aequitas tot een godin van de eerlijke handel en eerlijke handelaars gemaakt.
Net zoals Abundantia wordt ze voorgesteld met een cornucopia, die de weelde afkomstig uit handel voorstelt, en een weegschaal, die billijkheid en eerlijkheid representeert. Gedurende de keizertijd werd Aequitas soms aanbeden als een kwaliteit of aspect van de keizer onder de naam Aequitas Augusti.